# 鏡映

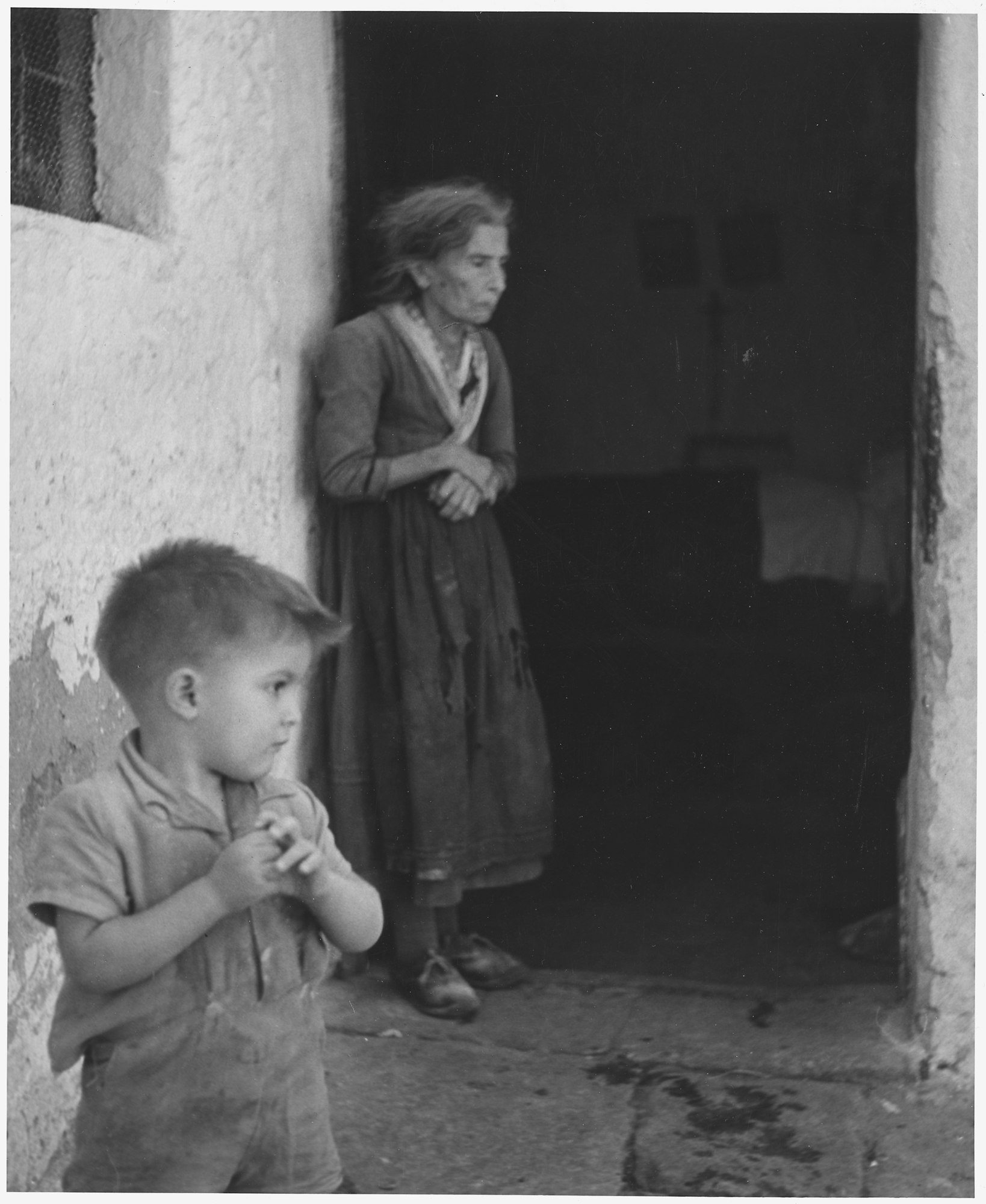
一個男孩下意識地模仿年長家人的肢體語言。

鏡映（英語：Mirroring）是指人類個體下意識地模仿其他人類個體的手勢、說話模式或態度的行為。 有意識的模仿通常經由明顯的努力來模仿外界，但鏡映是在行為過程中無意識地完成，且通常不被注意。 鏡映的通常在嬰兒時期即發生；嬰兒模仿其所感知到的周遭現象，並將該模仿與特定的身體動作建立認知行為上的連結。 鏡映有助於加強人際關係，因為肢體語言的相似有助個人之間產生更多的心理連結。 鏡映也有助於促進同理心，因為個人更容易透過模仿姿勢和手勢來體驗他人的情緒。鏡映還使個人在觀察他人受傷時主觀地感受其所承受的痛苦。
個人可能會因無法正確鏡映在社會生活和人際關係中承受心理壓力。
有自閉症類群障礙或其他相關社交障礙的個人可能更少出現此類現象，他們可能更少的認知到他人的行動。 缺乏下意識模仿他人肢體語言等的個人可能在社交情境遭遇障礙，因為他們可能無法在未經直白說明的情況下理解他人的觀點，並因而無法理解社交生活中所隱含的許多訊息。有自閉症類群障礙的個人可以經刻意學習改善此類情況。
鏡映已被證明在嬰兒自我概念的發展中發揮關鍵作用。

## 同時閱讀
- 鏡像神經元